# Gummersbach
Gummersbach je okružno sjedište i grad (Kreisstadr) na jugu njemačke pokrajine Sjeverne Rajne-Vestfalije, dio Kölnskog upravnog područja. Naziva se i Lipovim gradom zbog poznate lipe u glavnoj gradskoj ulici, kao i Malim Parizom zbog dobro očuvane arhitektonske i kulturološke infrastrukture iz prošlosti.
Grad je najpoznatiji po svojem športskom društvu, točnije njegovom rukometnom odjelu - njemačkom prvoligašu VfL Gummersbachu.

## Zemljopis
Gummersbach je u odnosu na druge gradove i naselja svoga okruga i pripadnog upravnog područja smješten na sljedeći način:
| Lindlar                | Marienheide | Meinerzhagen             |
| Engelskirchen, Lindlar |             | Bergneustadt, Drolshagen |
| Engelskirchen          | Wiehl       | Reichshof                |

## Politika
Gummersbach je tradicionalno baza CDU-ovih birača, iz čijih su redova uglavnom i birani gradonačelnici. Uz CDU, uz promjenjive rezultate, visoko kotira i SPD koji je također dao nekoliko gradonačelnika (npr. Fritz Eschmann obnašao je dužnost 12 godina).
Za prvog gradonačelnika izabran je Peter Georg Heuser 1807. godine. Gradsko vijeće, najviše političko tijelo grada, čine 44 zastupnika (vijećnika) koji se izravno biraju na pokrajinskim izborima. Grad ima svoje predstavnike u Državnom vijeću Sjeverne Rajne-Vestfalije.

## Stanovništvo
Na prvom popisu stanovništva provedenom u gradu 1890. popisano je 7.748 stanovnika. Dvadeset godina kasnije broj stanovnika se udvostručio, a 1950. prešao i brojku od 30.000. U godini njemačkog ujedinjenja (1990.) u širem gradskom području je obitavalo 50.965 žitelja.
Na godišnjim popisima tijekom 2000-ih i prve polovice 2010-ih broj stanovnika se kreće između 50 i 52 tisuće, s povijesno navjišim brojem od 54.462 žitelja iz 1995. godine. Više od 54.000 žitelja zabilježeno je i na popisima 2002. – 2005.

## Vanjske poveznice
- www.gummersbach.de Službene stranice grada